# Боровиков, Юрий Николаевич
Юрий Николаевич Боровиков (род. 23 декабря 1959, Южно-Сахалинск, РСФСР, СССР) — советский и российский автогонщик, двукратный чемпион СССР по кольцевым автогонкам, бронзовый призёр Кубка Мира и Дружбы, пятикратный чемпион России по ралли-рейдам, победитель «Гонки звёзд» на призы журнала «За рулём».

## Биография
Родился на Сахалине, в 1977 году переехал в Тольятти, где работал на сборочно-кузовном производстве ВАЗа. В секции при СКП начала заниматься багги, был механиком у гонщика Степана Васильева.
С 1983 года сам стал автоспортсменом, участвовал в кольцевых гонках, выполнил норматив кандидата в мастера спорта. С 1986 года одновременно принимал участие и в трековых гонках. С 1990 года также участвовал в ралли-рейдах.
Мастер спорта СССР международного класса.

## Достижения
В дебютный сезон 1983 года Юрий Боровиков соревновался на ВАЗ-21011 (группа A2/1, класс 7), заняв 19 место в чемпионате СССР. В следующем году он улучшил свой результат, став 10-м.
В 1985 году он занял четвёртое место в чемпионате СССР класса 8 группы A2/1 (ВАЗ-21011), а ещё спустя год добрался до мест на подиуме, выиграв чемпионат РСФСР и заняв третье место чемпионата СССР в классе 8 группы A2/1 (ВАЗ-21011). В дебютном сезоне в трековых гонках стал 11-м в чемпионате СССР.
В 1987 году Боровиков сначала выиграл отборочный этап в Киеве, а затем финальный в Риге и стал чемпионом СССР в классе 8 группы A2/1 (ВАЗ-21011). Также вновь стал чемпионом РСФСР. В трековых гонках занял шестое место в чемпионате СССР и четвёртое в гонках на призы журнала «За рулём».
В 1988 году в группе А (ВАЗ-2108) чемпионата СССР стал четвёртым, также принимал участие в чемпионате группы A5, но ему не удалось набрать очков. Вышел на старт советского этапа Кубка Дружбы социалистических стран по кольцевым автогонкам, но финишировать в гонке не смог. В трековых гонках стал пятым в чемпионате СССР и третьим в «Гонке звёзд» журнала «За рулём».
В 1989 году Юрий Боровиков выиграл этапы в Риге и Рустави и стал чемпионом СССР в группе A5, а также занял 25-е место в чемпионате группы А, 4-е место в группе А-1300. В «Гонке звёзд За рулём» стал 11-м.
В 1990 году занял пятое место чемпионата СССР в группе А-1600, восьмое — в зимних трековых гонках. Единственный раз стал победителем «Гонки звёзд» на призы журнала «За рулём», которая проходила в нетипичных условиях, по раскисшим дорожкам Раменского ипподрома. Также он стал первым триумфатором этой гонки, кто начал использовать традиционный ритуал в виде разбрызгивания шампанским с призового подиума. В этом году состоялся последний розыгрыш Кубка Дружбы по кольцевым автогонкам. Он прошёл в четыре этапа, и впервые в нём допускались на старт спортсмены из любых стран, а также легковые модели любых производителей (омологированные по Группе А, и с ограничением рабочего объёма в 1300 куб.см). Боровиков стал единственным в сезоне и последним, кто одержал победу на этапах этого турнира, и кто стал призёром по итогам года, за рулём советской Lada (бронзовым призёром, на ВАЗ-2108). При этом он разделил третье место в сезоне с швейцарским автогонщиком Рольфом Ханзельманом.
В 1991 году — восьмое место в чемпионате СССР по трековым гонкам (класс 8). Четвёртое место Боровиков занял в традиционной гонке журнала «За рулём», получившей в этом году новое название «Русский трек», и после однолетнего перерыва вновь проводившейся с использованием шипованных шин.
С 2006 по 2010 год стал пятикратным чемпионом России по ралли-рейдам в классе «Национальный».
В 2010-м году вместе с Владимиром Рогожиным на подготовленной Chevrolet Niva  вошёл в двадцатку в абсолютном зачёте ралли-рейда Шёлковый путь 2010.